# USS Bunker Hill (CV-17)
USS Bunker Hill (CV/CVA/CVS-17, AVT-9) là một trong số 24 chiếc tàu sân bay thuộc lớp Essex được chế tạo cho Hải quân Hoa Kỳ trong Thế Chiến II. Nó là chiếc tàu đầu tiên của Hải quân Mỹ được đặt cái tên này nằm tôn vinh trận chiến Bunker Hill. Bunker Hill được đưa vào hoạt động tháng 3 năm 1943, và đã phục vụ trong nhiều chiến dịch tại Mặt trận Thái Bình Dương, được tặng thưởng 11 Ngôi sao Chiến trận và danh hiệu Đơn vị Tuyên dương Tổng thống. Bunker Hill đôi khi được gọi tên lóng là "Holiday Express" (tàu tốc hành ngày lễ) do tham gia nhiều chiến dịch tấn công trong dịp cuối năm. Nó bị hư hỏng nặng vào tháng 5 năm 1945 do các đợt tấn công cảm tử kamikaze của quân Nhật, với tổn thất nhân mạng trong thủy thủ đoàn lên đến hàng trăm người, trở thành một trong những tàu sân bay bị thiệt hại nhiều nhất trong chiến tranh còn sống sót qua cuộc chiến.
Sau đợt tấn công đó, nó quay về lục địa Hoa Kỳ để được sửa chữa, và được cho ngừng hoạt động vào năm 1947. Đang khi trong lực lượng dự bị, nó được xếp lại lớp thành một tàu sân bay tấn công CVA, rồi là một tàu sân bay chống tàu ngầm CVS, và cuối cùng là một tàu vận chuyển máy bay AVT, nhưng chưa từng được hiện đại hóa và không hề tham gia hoạt động thường trực nào. Bunker Hill và Franklin (CV-13) là những tàu sân bay duy nhất trong lớp Essex không bao giờ hoạt động trở lại sau Thế Chiến II cho dù những hư hỏng trong chiến đấu của chúng đã được sửa chữa triệt để.
Được xóa khỏi danh sách Đăng bạ Hải quân vào năm 1966, trong nhiều năm sau đó nó tiếp tục phục vụ như một nền tảng thử nghiệm điện tử tại vịnh San Diego trước khi được bán để tháo dỡ vào năm 1973.

## Thiết kế và chế tạo
Bunker Hill được đặt lườn vào ngày 15 tháng 9 năm 1941 bởi hãng Bethlehem Steel Company tại Quincy, Massachusetts, và được hạ thủy vào ngày 7 tháng 12 năm 1942, được đỡ đầu bởi Bà Donald Boynton. Nó được đưa vào hoạt động ngày 24 tháng 5 năm 1943 dưới sự chỉ huy của hạm trưởng, Đại tá Hải quân J. J. Ballentine.

## Lịch sử hoạt động

### 1943-1944
Được bố trí sang Mặt trận Thái Bình Dương vào mùa Thu năm 1943, Bunker Hill tham gia vào nhiều chiến dịch tấn công. Nó tham gia không kích Rabaul ngày 11 tháng 11 năm 1943; tham dự chiến dịch tại quần đảo Gilbert, bao gồm việc hỗ trợ đổ bộ lên đảo san hô Tarawa từ ngày 13 tháng 11 đến ngày 8 tháng 12; không kích vào Kavieng yểm trợ cho chiến dịch quần đảo Bismarck trong các ngày 25 tháng 12 năm 1943, 1 và 4 tháng 1 năm 1944; chiến dịch quần đảo Marshall từ ngày 29 tháng 1 đến ngày 8 tháng 2; không kích vào Truk trong các ngày 17 và 18 tháng 2, trong đó đánh chìm được tám tàu Nhật; không kích vào quần đảo Mariana ngày 23 tháng 2; đợt không kích vào các đảo Palau, Yap, Ulithi và Woleai từ ngày 30 tháng 3 đến ngày 1 tháng 4; chiến dịch Hollandia (ngày nay là Jayapura) từ ngày 21 tháng 4 đến ngày 28 tháng 4; không kích vào các đảo Truk, Satawan và Ponape từ ngày 29 tháng 4 đến ngày 1 tháng 5; chiến dịch Marianas từ ngày 12 tháng 6 đến ngày 10 tháng 8, kể cả trận chiến biển Philippine.

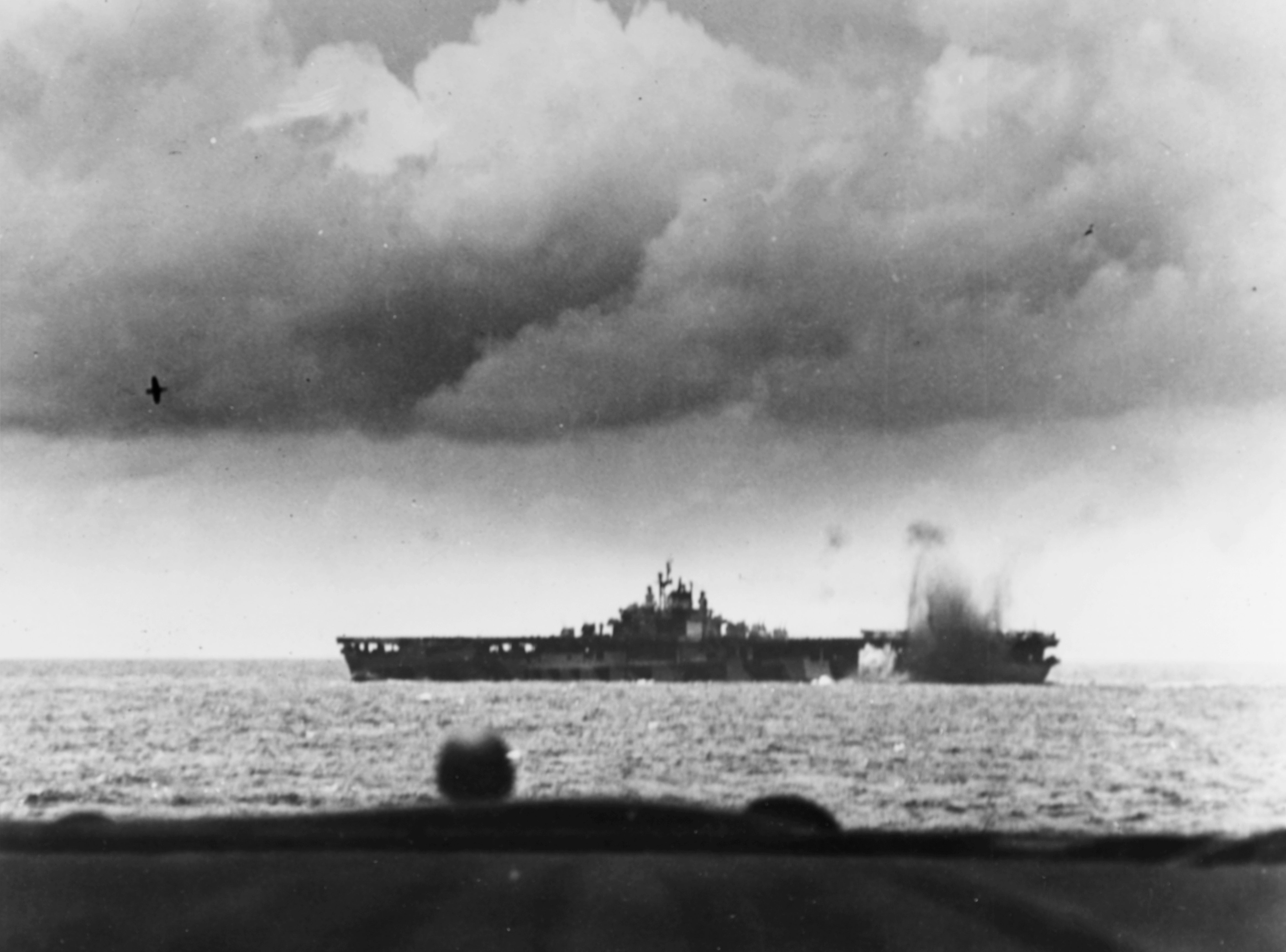
USS Bunker Hill đang bị tấn công, ngày 19 tháng 6 năm 1944.

Vào ngày 19 tháng 6 năm 1944, trong giai đoạn mở màn của chiến dịch Mariana, Bunker Hill bị hư hại khi một cú tấn công của máy bay đối phương suýt trúng đích đã vun vải mảnh đạn khắp con tàu làm hai người thiệt mạng và hơn 80 người bị thương. Dù vậy Bunker Hill vẫn tiếp tục chiến đấu khi máy bay của nó góp công cùng hạm đội bắn rơi 476 máy bay Nhật trong suốt trận chiến, và giúp đánh chìm một tàu sân bay. Trong tháng 9, nó tham gia các chiến dịch tại phía Tây quần đảo Caroline, rồi sau đó tung ra các đợt không kích vào Okinawa, đảo Luzon và Đài Loan cho đến tận tháng 11 năm 1944.
Vào ngày 6 tháng 11, Bunker Hill rút lui khỏi khu vực chiến trường và hướng về phía Bremerton, Washington, trải qua một giai đoạn bảo trì trong ụ tàu. Sau khi hoàn tất việc sửa chữa, nó rời bờ Tây nước Mỹ ngày 24 tháng 1 năm 1945 để quay lại mặt trận.

### 1945

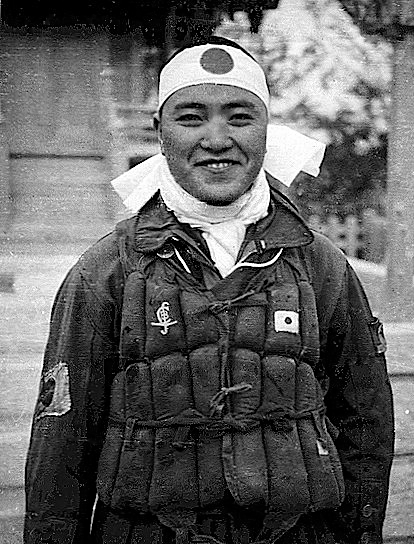
Thiếu úy phi công cảm tử Kamikaze Kiyoshi Ogawa, lái chiếc Zero thứ hai đã đâm trúng Bunker Hill vào ngày 11 tháng 5 năm 1945.

Trong những tháng còn lại của Thế Chiến II, Bunker Hill tham gia trận Iwo Jima, cùng Đệ Ngũ hạm đội không kích xuống Honshū và Nansei Shoto từ ngày 15 tháng 2 đến ngày 4 tháng 3, và cùng Đệ Tam hạm đội không kích hỗ trợ cho trận Okinawa. Vào ngày 7 tháng 4 năm 1945, máy bay của Bunker Hill tham gia cuộc tấn công của Lực lượng đặc nhiệm tàu sân bay nhanh vào lực lượng hạm đội Nhật Bản tại biển Đông Trung Quốc. Chiếc siêu thiết giáp hạm Yamato, tàu tuần dương hạng nhẹ Yahagi cùng bốn tàu khu trục đã bị đánh chìm trong chiến dịch Ten-Go.

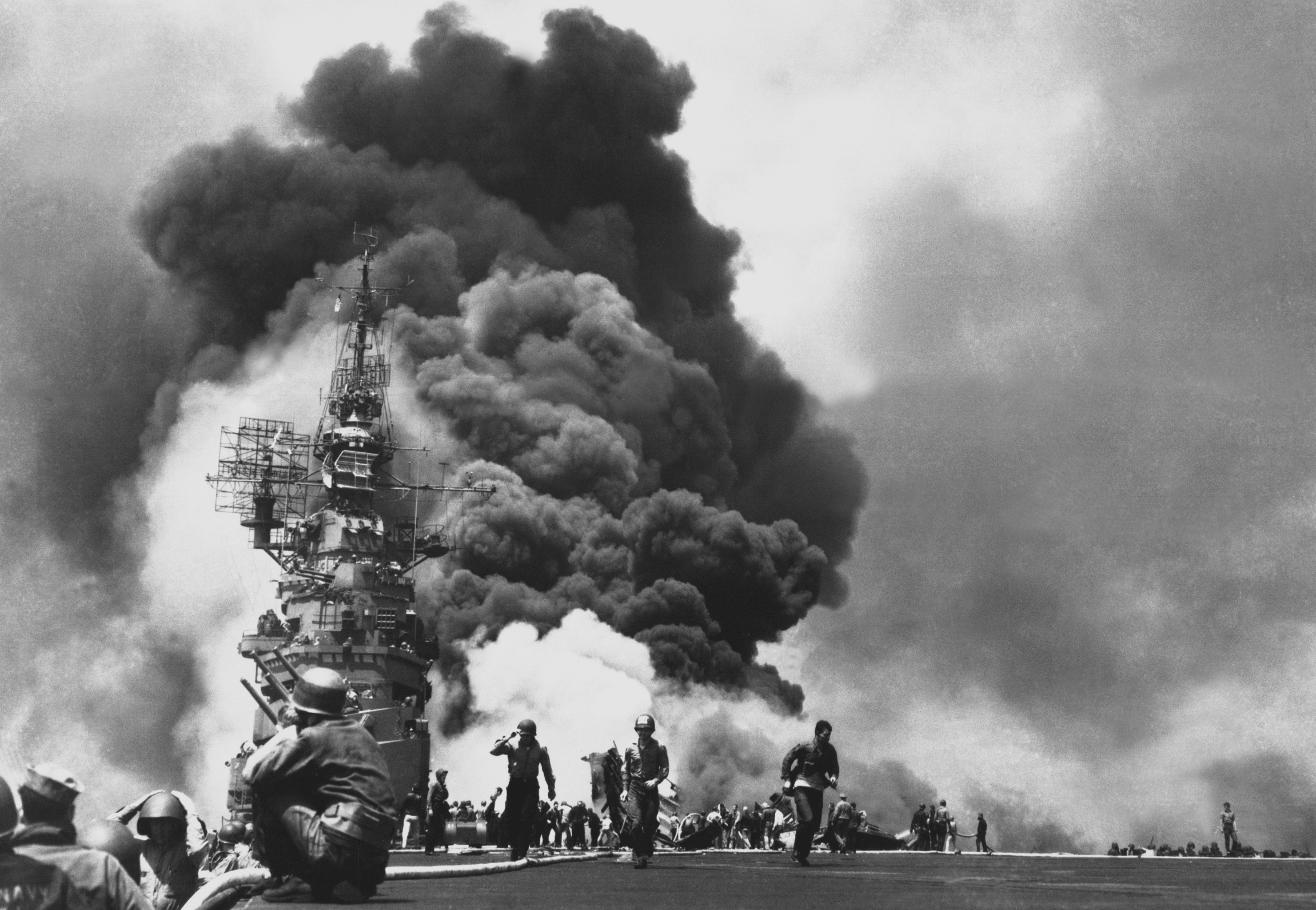
Bunker Hill sau khi bị đánh trúng hai cú kamikaze trong vòng 30 giây.

Sáng ngày 11 tháng 5 năm 1945, trong khi hỗ trợ cho cuộc chiếm đóng Okinawa, Bunker Hill bị hư hỏng nặng sau khi bị hai máy bay tấn công cảm tử kamikaze đánh trúng. Một chiếc A6M Zero ló ra từ một đám mây thấp, bổ nhào về hướng sàn đáp rồi phóng ra một quả bom 250 kg (550 lb) xuyên qua thân con tàu và phát nổ dưới biển. Bản thân chiếc Zero đâm trúng sàn đáp, phá hủy những chiếc máy bay đang chất đầy nhiên liệu khiến gây ra một đám cháy lớn. Phần còn lại của chiếc Zero vòng qua sàn đáp rồi rơi xuống biển. Chỉ trong vòng 30 giây sau đó, một chiếc Zero thứ hai do Thiếu úy Kiyoshi Ogawa điều khiển, lao đến thực hiện một cú bổ nhào tự sát. Chiếc Zero xuyên qua lưới lửa phòng không, phóng ra một quả bom 250 kg (550 lb) và đâm xuống sàn đáp gần tháp chỉ huy, đúng theo những gì các phi công kamikaze được chỉ dẫn phải nhắm vào đảo cấu trúc thượng tầng (như trong trường hợp của chiếc tàu sân bay hộ tống Sangamon (CVE-26)). Quả bom xuyên qua sàn đáp của chiếc Bunker Hill rồi phát nổ, làm bộc phát thêm các đám cháy hơi xăng và nhiều vụ nổ khác. Chiếc tàu sân bay chịu đựng tổn thất nặng với 346 người thiệt mạng, 43 người mất tích và 264 người khác bị thương. Cho dù bị hư hỏng nặng, Bunker Hill vẫn tìm cách quay về Bremerton ngang qua Trân Châu Cảng bằng chính động lực của nó.

### Sau chiến tranh
Tháng 9 năm 1945, Bunker Hill được lệnh tham gia vào Chiến dịch Magic Carpet (chiếc thảm thần), cho hồi hương các cựu chiến binh từ khu vực Thái Bình Dương. Nó hoạt động trong vai trò này như một đơn vị của Đội đặc nhiệm 16.12 cho đến tháng 1 năm 1946, khi nó được lệnh quay trở về Bremerton để chuẩn bị ngừng hoạt động. Chiếc tàu sân bay được cho xuất biên chế và đưa về lực lượng dự bị vào ngày 9 tháng 1 năm 1947.

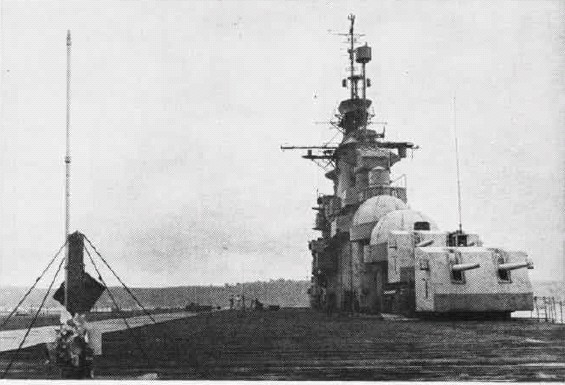
Bunker Hill như một nền tảng thử nghiệm điện tử cố định, năm 1967.

Trong khi được bỏ không, Bunker Hill được xếp lại lớp ba lần, trở thành CVA-17 (tàu sân bay tấn công) vào tháng 10 năm 1952, CVS-17 (tàu sân bay chống tàu ngầm) vào tháng 8 năm 1953, và cuối cùng là AVT-9 vào tháng 5 năm 1959, số hiệu sau cùng này cho biết vai trò cuối cùng mà nó có thể đảm trách khi cần đến là một tàu vận chuyển máy bay. Vì tất cả các tàu sân bay trong lớp Essex đều sống sót qua cuộc Thế Chiến, nhu cầu hải quân trong thời bình không cần đến sự phục vụ của Bunker Hill. Cùng với chiếc Franklin (CV-13), vốn cũng chịu đựng những hư hỏng nghiêm trọng do không kích, chúng là những tàu sân bay duy nhất trong lớp không được đưa ra hoạt động sau khi Thế Chiến II kết thúc, cho dù đã được sửa chữa hoàn chỉnh. Được rút khỏi danh sách Đăng bạ Hải quân vào tháng 11 năm 1966, Bunker Hill được sử dụng như một nền tảng thử nghiệm điện tử cố định tại San Diego vào cuối những năm 1960 và đầu những năm 1970. Nó được bán để tháo dỡ vào tháng 5 năm 1973.

## Phần thưởng
Bunker Hill nhận được danh hiệu Đơn vị Tuyên dương Tổng thống do thành tích hoạt động trong giai đoạn từ ngày 11 tháng 11 năm 1943 đến ngày 11 tháng 5 năm 1945. Thêm vào đó, nó còn nhận được 11 Ngôi sao Chiến đấu cho các hoạt động trong suốt Thế Chiến II.
|  |  | Silver star · Silver star · Bronze star |
|  |  |                                         |

| Đơn vị Tuyên Dương Tổng thống        | Huân chương Chiến dịch Hoa Kỳ            | Huân chương Chiến dịch Châu Á-Thái Bình Dương với 11 Ngôi sao Chiến trận |
| Huân chương Chiến thắng Thế Chiến II | Đơn vị Tuyên dương Tổng thống Philippine | Huân chương Giải phóng Philippine                                        |